# 정현발
정현발(鄭鉉發, 1953년 3월 11일~2023년 9월 20일)은 전 KBO 리그 삼성 라이온즈, 청보 핀토스, 태평양 돌핀스의 선수이다. 재능대학 야구부의 전 감독이며 실업야구 시절 일본 롯데 오리온즈 스프링캠프에 3년 연속 참가하여 프로야구를 경험한 탓인지 확실하게 자리를 잡지 못하던 국내 풍토와 충돌하는 것이 적지 않아 1986년을 끝으로 삼성을 떠난 뒤 선수 또는 코치로 고향에 돌아오지 못했다.
2023년 9월 20일 오후 3시 48분경 급성 뇌출혈로 사망하였다.

## 출신 학교
- 경북중학교(대구)
- 경북고등학교
- 한양대학교

## 가족 관계
- 배우자: 이지현
  - 장녀: 정효진 - KBS N 프로듀서[4]
    - 사위: 김태윤

  - 장남: 정승일